# V732 Возничего
V732 Возничего (лат. V732 Aurigae) — двойная затменная переменная звезда типа Алголя (EA) в созвездии Возничего на расстоянии приблизительно 8079 световых лет (около 2477 парсеков) от Солнца. Видимая звёздная величина звезды — от +13,9m до +13,35m. Орбитальный период — около 1,2746 суток.

## Характеристики
Первый компонент — жёлто-оранжевая звезда спектрального класса K-G. Радиус — около 6,79 солнечных, светимость — около 25,077 солнечных. Эффективная температура — около 4956 K.